# Агроклиматические области Беларуси
Агроклиматические области Беларуси ― выделенные на территории страны регионы, характеризующиеся определённой однородностью наиболее существенных для земледелия компонентов климата.

## Определение агроклиматических областей
Выделяются на основе физико-географических провинций. При этом учитываются суммы температур воздуха за тёплый период года (период с температурами воздуха выше 10° С), коэффициент увлажнения Иванова (отношение количества осадков за тёплый период года к величине испаряемости за этот же период), гидротермический коэффициент (ГТК) Селянинова, континентальность климата, количество дней с температурами воздуха от 5° до 15 °С и другие показатели. Выделены три области (в 2016 была выделена ещё одна, новая область. Дата обращения: 5 октября 2018. Архивировано 6 октября 2018 года.), которые разделяются на подобласти и районы.

## Северная область
Северная область почти совпадает с Белорусско-Валдайской физико-географической провинцией. Коэффициент увлажнения за тёплый период больше 1. В отличие от прочих областей более низкие температуры воздуха круглый год. Средняя температура июля 17,2°—18°, янв. от −6,5° до −8,5 °С. Осадков преимущественно 560—650 мм в год. Вегетационный период 180—189 суток. Устойчивый снежный покров на западе образуется обычно 15—20 декабря, на востоке в первой половине декабря; снег сходит 15—20 марта на западе, на востоке и северо-востоке в конце марта — начале апреля.
Из-за общего потепления произошёл распад северной области с появлением более тёплой области на юге Полесья. Она характеризуется самой короткой и тёплой зимой в пределах Беларуси и наиболее продолжительным и тёплым вегетационным периодом.

## Центральная область
Центральная область почти соответствует Предполесью, Западно-Белорусской и Восточно-Белорусской физико-географическим провинциям. Коэффициент увлажнения 0,87—0,9. Средняя температура июля 17,5°—18,7°, января от −4,9° на западе до −8,2 °С на востоке. Осадков 530—600 мм, в некоторых местах до 700 мм и более (на Новогрудской возвышенности до 706 мм) в год. Вегетационный период 184—200 суток. Устойчивый снежный покров образуется в декабре (в начале месяца на востоке, в конце — на западе), сходит 1—5 марта на западе. На западе зима более мягкая и короткая, лето более долгое и тёплое, равномернее выпадают осадки.

## Южная область
Южная область расположена в пределах Белорусского Полесья. Коэффициент увлажнения 0,8—0,87. Средняя температура июля 18°—19,5°, января от −4,4° на западе до −7,5°С на востоке. Осадков 520—630 мм в год. Вегетационный период самый длительный в стране: 191—208 суток. Снежный покров образуется 10—30 декабря, сходит в конце марта — начале апреля. Область лучше остальных обеспечена теплом, что благоприятствует выращиванию сахарной свёклы, кукурузы и прочих культур. На юго-западе самая короткая в стране зима (105 суток) и самая высокая
температура января, самый короткий период со снежным покровом, в 30 % зим его совсем не бывает.